# Gais 1968
Fotbollsklubben Gais spelade säsongen 1968 i allsvenskan, där man slutade åtta. I svenska cupen gick Gais till femte omgången.

## Inför säsongen

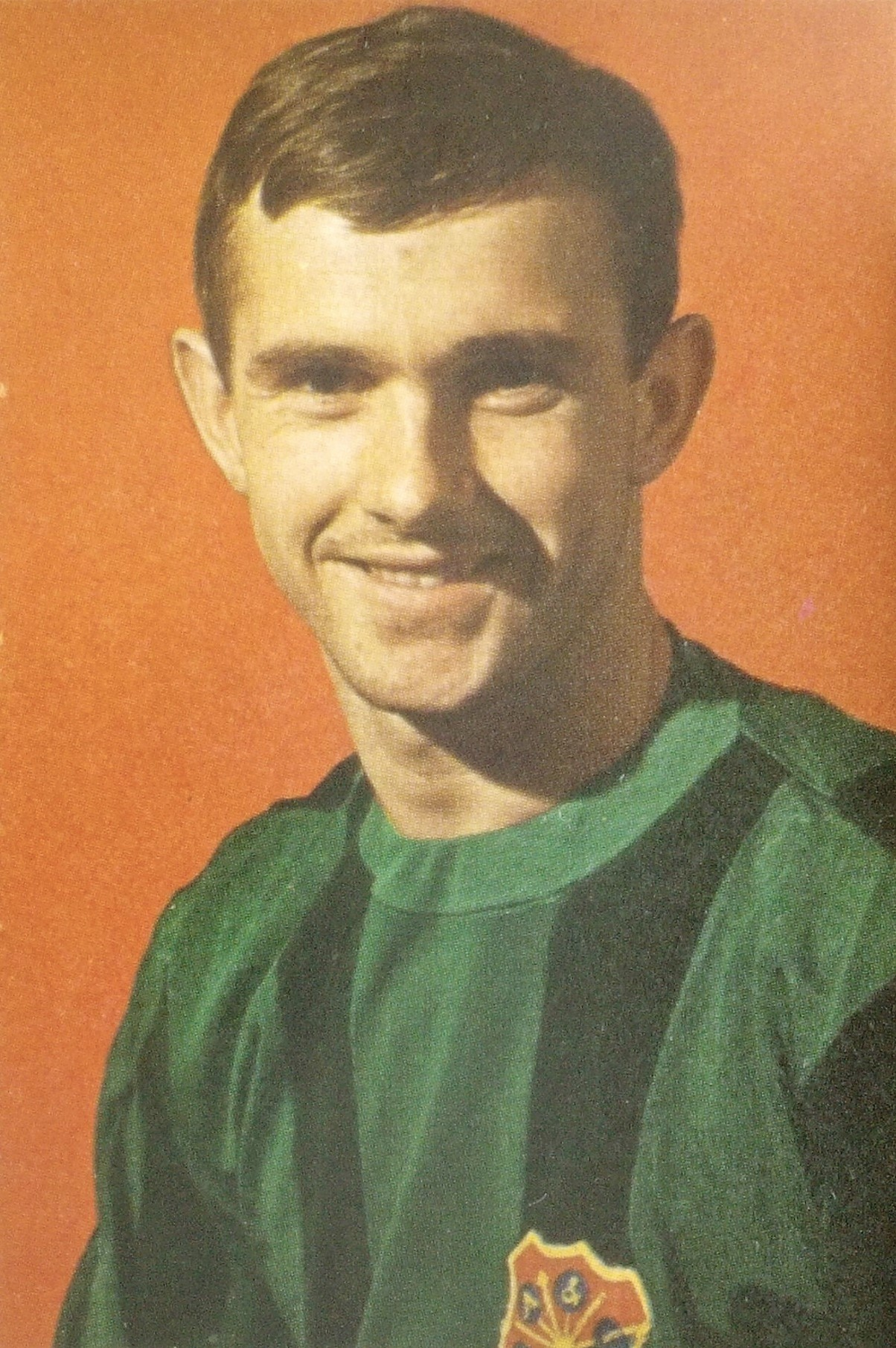
Sten Pålsson var ny i Gais 1968 och vann direkt den interna skytteligan.

Gais hade redan under hösten 1967 gjort klart med den lovande Sten Pålsson från Kungshamns IF. Tränaren Holger Hansson tackade för sig och ersattes av nygamle Gunnar Gren. Många trodde på Gais och i supportertidningen Makrillen berättade Kent Grek om hur Gren drev på truppen. Det tycktes vara ett harmoniskt Gais som gjorde sig klart för säsongen 1968.

## Seriespel
Gais startade emellertid allsvenskan uselt, med tre raka förluster innan man nådde oavgjort i derbyt mot Örgryte IS och bärgade sin första poäng. Sedan följde tre nya förluster, och med en tredjedel av allsvenskan spelad hade Gais en poäng och 5–16 i målskillnad och låg sist i tabellen. Ändå lyckades man i nästa match, derbyt mot IFK Göteborg, vinna med 3–0 efter mål av Thomas Bloom, Sten Pålsson och Hasse Samuelsson. Även i nästa omgång gjorde Bloom mål, det enda i en 1–0-seger mot Åtvidabergs FF. I den sista matchen innan våruppehållet lyckades Gais slå regerande mästarna Malmö FF på Malmö stadion efter att Bloom återigen gjort 1–0 och Leif Wendt segermålet 2–1. Malmös mål gjordes av ingen mindre än Kent Grek, den otursförföljde Gaisbacken som nästa säsong skulle bli ökänd för ett ännu snyggare självmål.

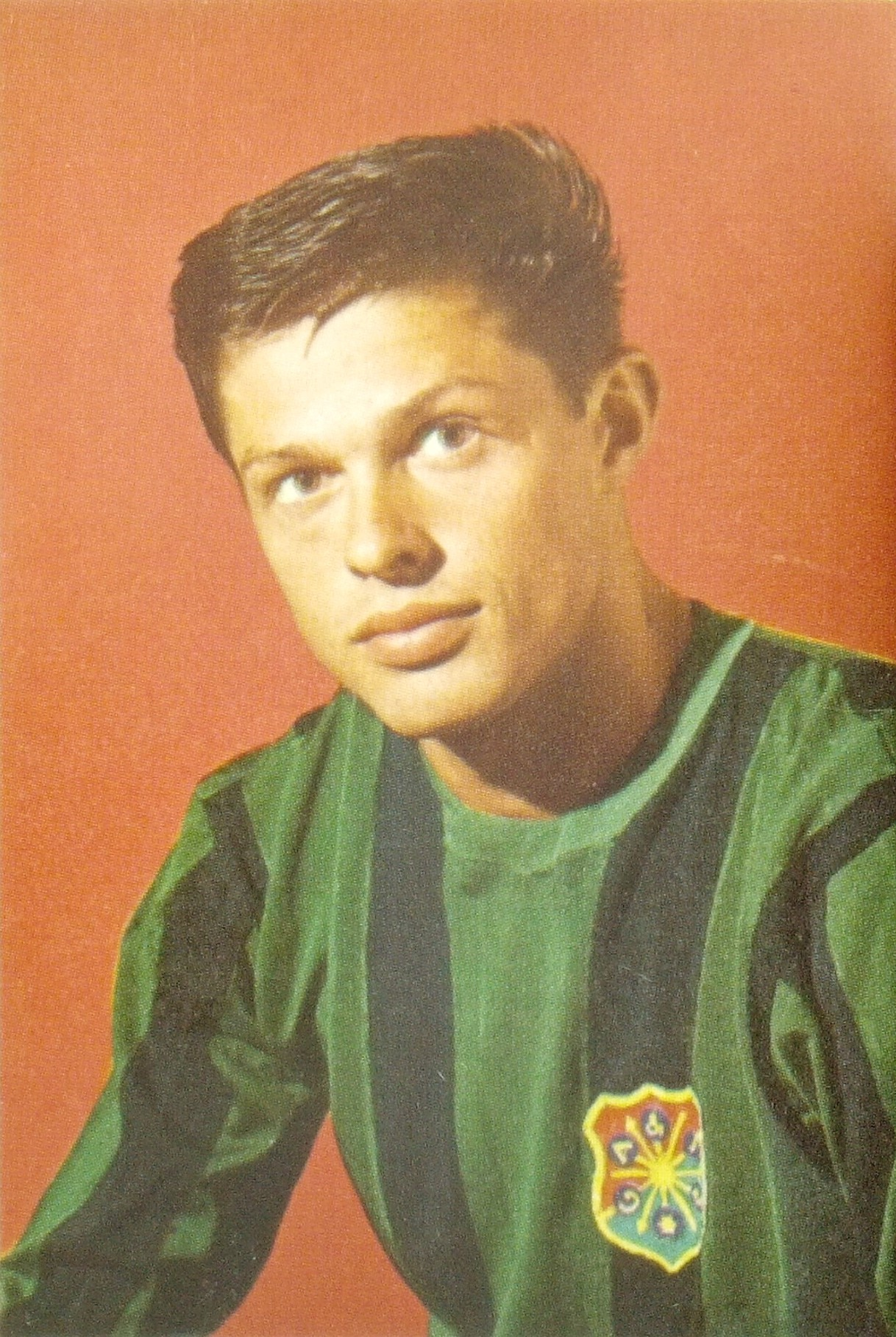
Jan Olsson var Gais bäste spelare under säsongen.

Med halva säsongen spelad låg Gais fortfarande sist, men efter 4–1 mot Örebro SK efter två mål av Jan Olsson i slutet av augusti klättrade Gais för första gången över nedflyttningsstrecket. I nästa omgång betvingades IF Elfsborg med 3–0 efter ett hattrick av Olsson. Det blev ändå en tät kamp om att hålla sig kvar i serien; ända in i sista omgången riskerade Gais att åka ur, trots en upphämtning av ett 0–2-underläge till oavgjort mot Öis samt en viktig seger mot Djurgårdens IF, där Gunder Högström tidigt blev skadad och Jan Olsson tvingades ner som stopper, något som visade sig vara lyckosamt sedan Olsson gett välbehövlig stadga åt laget. Gais vände 0–1 i paus till 3–1 i andra halvlek.
Efter ett mållöst IFK-derby var Gais på nedflyttningsplats inför sista omgången, hemma mot AIK. Man hade en poäng upp till IFK Göteborg, Hälsingborgs IF och just AIK på säker mark, och en seger skulle garantera allsvenskt spel även nästa år, men också oavgjort kunde räcka beroende på hur de andra matcherna slutade. Inför 13 740 åskådare inledde Gais med att göra 1–0 genom en nick av Sten Pålsson redan efter 18 minuter, och även de andra resultaten gick Gais väg. När sedan Leif Wendt nickade in 2–0 var matchen avgjord och Gais slutade än en gång på en åttonde plats i serien. Man var återigen bäst i Göteborg; Örgryte slutade sist och åkte ur, och Gais passerade även IFK på målskillnad.
Efter säsongen slutade veteranmålvakten Leif Andersson, som redan under våren hade hedrats efter att ha spelat sin femhundrade A-lagsmatch. Under säsongen hade tränaren Gunnar Gren kritiserats för att laget presterat sämre än väntat med en så stark trupp, men han fick ändå fortsätta även nästa säsong. Den största stjärnan i Gais denna säsong var Jan Olsson, som genomgående var lagets bäste spelare och under året spelade sex landskamper för Sverige. Olsson tilldelades också Göteborgs-Tidningens pris Kristallkulan som Göteborgs bäste fotbollsspelare samt supporterklubben Makrillarnas utmärkelse Hedersmakrillen.

### Tabell
| Nr | Lag                | S  | V  | O | F  | GM | IM | MS  | P  |
| -- | ------------------ | -- | -- | - | -- | -- | -- | --- | -- |
| 1  | Östers IF (U)      | 22 | 12 | 3 | 7  | 44 | 28 | +16 | 27 |
| 2  | Malmö FF (RM)      | 22 | 11 | 5 | 6  | 42 | 27 | +15 | 27 |
| 3  | IFK Norrköping     | 22 | 11 | 5 | 6  | 36 | 24 | +12 | 27 |
| 4  | Djurgårdens IF     | 22 | 10 | 7 | 5  | 36 | 29 | +7  | 27 |
| 5  | Örebro SK          | 22 | 11 | 3 | 8  | 34 | 35 | −1  | 25 |
| 6  | IF Elfsborg        | 22 | 8  | 7 | 7  | 33 | 28 | +5  | 23 |
| 7  | Åtvidabergs FF (U) | 22 | 11 | 0 | 11 | 34 | 29 | +5  | 22 |
| 8  | Gais               | 22 | 7  | 4 | 11 | 29 | 36 | −7  | 18 |
| 9  | IFK Göteborg       | 22 | 5  | 8 | 9  | 30 | 42 | −12 | 18 |
| 10 | AIK                | 22 | 5  | 7 | 10 | 28 | 36 | −8  | 17 |
| 11 | Hälsingborgs IF    | 22 | 7  | 3 | 12 | 23 | 38 | −15 | 17 |
| 12 | Örgryte IS         | 22 | 4  | 8 | 10 | 28 | 45 | −17 | 16 |

### Seriematcher
| Lag             | Hemma | Borta |
| --------------- | ----- | ----- |
| Östers IF       | 1–3   | 1–3   |
| Malmö FF        | 0–2   | 2–1   |
| IFK Norrköping  | 0–2   | 0–1   |
| Djurgårdens IF  | 3–1   | 1–4   |
| Örebro SK       | 4–1   | 1–2   |
| IF Elfsborg     | 3–0   | 1–3   |
| Åtvidabergs FF  | 1–0   | 0–3   |
| IFK Göteborg    | 3–0   | 0–0   |
| AIK             | 2–0   | 0–2   |
| Hälsingborgs IF | 1–3   | 2–2   |
| Örgryte IS      | 1–1   | 2–2   |

### Spelarstatistik

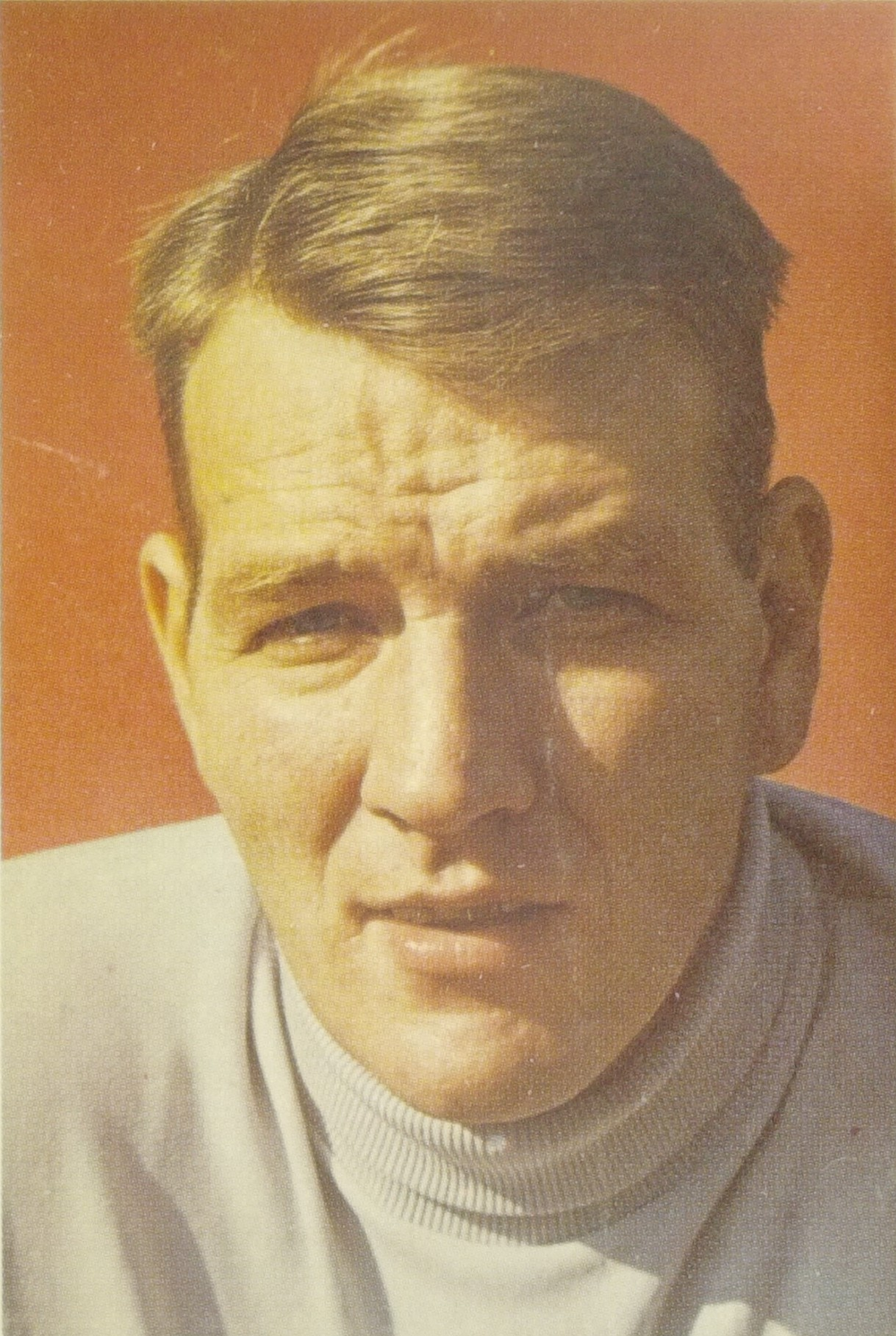
Leif Andersson, som hade vaktat målet för Gais sedan 1953, slutade efter säsongen.

| Namn                | Matcher | Mål |
| ------------------- | ------- | --- |
| Hasse Samuelsson    | 22      | 4   |
| Leif Andersson (mv) | 22      |     |
| Benny Apell         | 22      |     |
| Kent Grek           | 22      |     |
| Yngve Samuelsson    | 22      |     |
| Leif Wendt          | 21      | 5   |
| Sten Pålsson        | 20      | 8   |
| Jan Olsson          | 20      | 5   |
| Gunder Högström     | 20      |     |
| Thomas Bloom        | 19      | 4   |
| Christer Heideberg  | 16      |     |
| Eddy Magnusson      | 8       | 2   |
| Nils Norlander      | 8       |     |
| Lars-Ove Haraldsson | 5       | 1   |
| Sune Persson        | 5       |     |
| Ralf Söderblom      | 2       |     |
| Sten Wessberg       | 1       |     |

## Svenska cupen
Gais gick in i svenska cupens fjärde omgång, där man bortaslog Hisingsklubben Göteborgs AIK med 0–5 efter fyra mål av Leif Wendt och ett av Sten Pålsson. I femte omgången tog det dock tvärstopp mot IFK Norrköping, som hemmavann med 6–1. Gais mål gjordes av Jan Olsson.